# شهرستان کلیوچفسکی
شهرستان کلیوچفسکی (به لاتین: Klyuchevsky District) یک شهرستان در روسیه است که در سرزمین آلتای واقع شده‌است.